# Pedro Armasa Briales
Pedro Armasa Briales (Málaga, 17 de octubre de 1893-Madrid, 1957) fue un abogado, profesor, empresario y político español.

## Biografía
Miembro de una acomodada familia, su padre, Pedro Armasa Ochandorena, fue presidente del Consejo de Estado. Licenciado en Derecho por la Universidad de Granada en 1913, abrió despacho como abogado en Málaga, trabajo que compaginó a partir de 1919 con la enseñanza como profesor de francés en la Escuela de Comercio. Tras pasar por un instituto de Cabra, terminó obteniendo la cátedra de francés en el Instituto malacitano, ampliando sus estudios en La Sorbona, Grenoble y Lille.

### Diputado en las Cortes republicanas
Ingresó en la masonería en 1925, integrado en la logia Pitágoras número 25 de Málaga con el nombre simbólico de "Georges Jaques Danton", desempeñando cargos de responsabilidad en la masonería andaluza. Activo militante del Partido Republicano Radical (PRR), en las elecciones de 1919 se presentó como candidato al Congreso pero no obtuvo escaño. Durante los años siguientes hasta el final del reinado de Alfonso XIII, Pedro Armasa se convirtió en uno de los líderes del republicanismo malageño, participando como vocal en la directiva de la Alianza Republicana. Proclamada la Segunda República en 1931, fue elegido diputado a Cortes por la circunscripción de Málaga capital dentro de la candidatura de la Conjunción Republicano-Socialista en las elecciones generales de ese año. En las Cortes Constituyentes de 1931 destacó su actividad parlamentaria en materias que tuvieran que ver con la provincia de Málaga, así como con la legislación electoral, la de imcompatibilidades y el Estatuto de autonomía de Cataluña. Entre 1931 y 1933 asumió más responsabilidades en el seno del PRR. En las elecciones de 1933, debió esperar a la segunda vuelta para obtener escaño, otra vez por la circunscripción de Málaga-capital, pero esta vez coaligado con la Confederación Española de Derechas Autónomas (CEDA), en un giro en su trayectoria política hasta ese momento de clara vocación republicana progresista. En este segundo mandato también fue activo en materias jurídicas, así como sobre legislación económica. Presidente de la Comisión de Presidencia, fue clave al impedir la aprobación de un proyecto que desterrase el caciquismo en numerosos distritos electorales, sustituyendo el modelo de elección mayoritario por uno proporcional. Fiel aliado de Alejandro Lerroux, incluso tras la escisión del ala más progresista de los radicales, fue subsecretario de Instrucción Pública en el segundo bienio republicano. Su alineamiento con la CEDA supuso su expulsión de la masonería.

### Guerra, represión y exilio
En las elecciones de 1936 apenas obtuvo unos centenares de votos. En la provincia de Málaga, la única andaluza donde la represión del gobierno cedista en 1934 se hizo notar, el rechazo hacia Armasa abarcó también su ámbito personal y laboral. Con el golpe de Estado de 1936 que dio lugar a la Guerra Civil, su casa y despacho fueron asaltados y la protección de la Guardia de Asalto impidió que fuera linchado. Escapó de Málaga en un barco alemán y se estableció en Portugal primero, y en Francia después, al ser rechazado su regreso a la zona controlada por los sublevados. Al finalizar la guerra fue expedientado por el Tribunal para la Represión de la Masonería y el Comunismo donde las acusaciones en su contra se basaban en la "hostilidad a la Iglesia Católica", cuando había sido uno de los dirigentes republicanos que ayudó a evitar los ataques contra bienes de la iglesia en 1931. Fue condenado a 20 años de prisión y multa de 5000 pesetas.
Pedro Armasa siguió su vida en Francia, abriendo despacho de abogado en Niza. Durante la ocupación nazi del país en la Guerra Mundial, intervino en favor de los judíos sefarditas instándoles a ejercer su derecho a la nacionalidad española y evitar la persecución nazi, lo que le valió ser detenido por la Gestapo por un breve periodo de tiempo. Al final de la guerra, residió entre París y Niza como próspero hombre de negocios. En 1952 le fue concedido el visado para entrar en España. Aunque fue a vivir a su villa de Málaga, su mermada salud y la hostilidad del entorno le llevaron a residir en Madrid en el Hotel Palace hasta su fallecimiento.